# Brigade irlandaise (armée de l'Union)
Pour les articles homonymes, voir Brigade irlandaise (homonymie).
La brigade irlandaise (Irish Brigade) est une brigade d'infanterie, composée en majorité d'irlando-américains, qui sert dans l'armée de l'Union lors de la guerre de Sécession. La désignation du premier régiment de la brigade, le 69th New York Infantry, ou le « Fighting 69th », continue lors de plusieurs guerres ultérieures. La brigade irlandaise est connue en partie pour son fameux cri de guerre, le « Faugh a Ballaugh », qui est une anglicisation de la phrase en irlandais, fág un bealach, qui signifie « dégage du chemin ». Selon Regimental Losses de Fox, de toutes les brigades de l'armée de l'Union, seules les 1st Vermont Brigade et la brigade de fer ont subi plus de morts au combat que la brigade irlandaise pendant la guerre de Sécession.

## Formation et régiments subordonnés
La formation d'une brigade irlandaise est autorisée par le secrétaire à la Guerre, Simon Cameron en septembre 1861. La brigade comprend à l'origine le 63rd New York Infantry, le 69th New York Infantry, et le 88th New York Infantry. Les trois régiments de New York sont rapidement rejoints majoritairement par des régiments « Yankee » du Massachusetts, le 29th Massachusetts. Le 29th n'est jamais enthousiaste à d'être embrigadé avec trois régiments irlandais « Fenians » de New York et rapidement après la bataille d'Antietam, le 29th est remplacé par le 28th Massachusetts Infantry, composé principalement d'immigrants Irlandais. Peu de temps après, la ville de Philadelphie offre un régiment à la brigade et peu de temps après le 116th Pennsylvania Infantry est ajouté à la brigade, portant le nombre total des régiments de la brigade irlandaise à cinq.

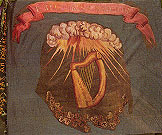
Couleurs régimentaire du 28th Massachusetts couleur, présentées par le général Thomas F. Meagher

Il y a trois régiments principaux dans la brigade irlandaise, le 69th, le 88th, et le 63rd. Le 69th New York Volunteers est composé en grande partie du 69th New York Militia d'avant-guerre, une unité qui a d'abord gagné en notoriété, avant la guerre de Sécession, lorsque le colonel Michael Corcoran (en) refuse de faire une parade du régiment pour le prince de Galles au cours de la visite de ce dernier dans la ville de New York. Le 63rd New York Volunteers, connu comme le « troisième irlandais » est composé principalement d'irlandais du « vieux 9th » New York Militia, et de plusieurs centaines d'irlandais recrutés à Boston. Le 63rd est organisé par le lieutenant colonel Patrick Daniel Kelly et, plus tard, commandé par le commandant puis colonel Richard C. Enright. Le 88th est numéroté sans ordre après le 88th Connaught Rangers britannique, et est le deuxième régiment de la brigade irlandaise. Après Chancellorsville, le nouveau commandant de la brigade, le colonel Patrick Kelly du 88th, forme ces régiments « cœur » de New York, comptant maintenant seulement 220 hommes, en un seul bataillon sous le drapeau du 88th.

## Guerre de Sécession

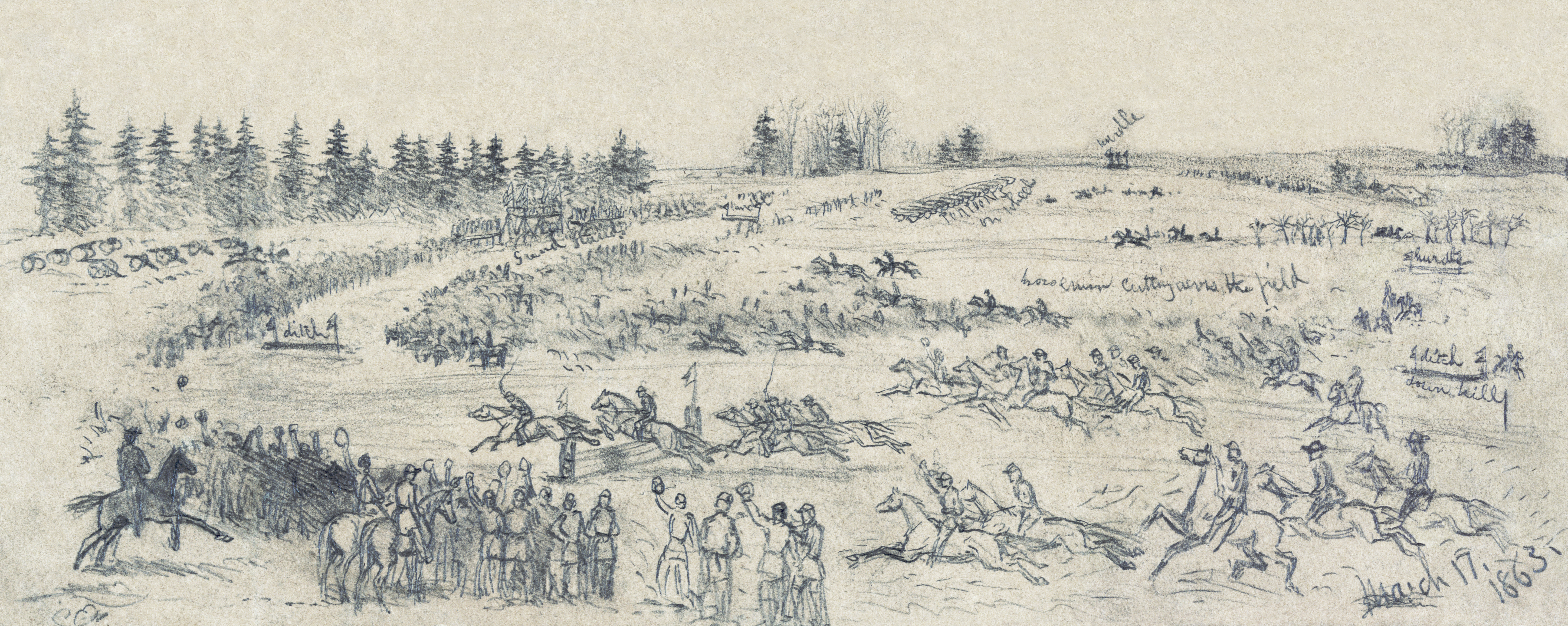
Célébration de la fête de la Saint-Patrick dans l'armée du Potomac. Représentation d'une course de steeple-chase au sein de la brigade irlandaise, le 17 mars 1863, par Edwin Forbes (restauré numériquement).

Le colonel Corcoran est en train d'être traduit en cour martiale lorsque la guerre de Sécession éclate. Ayant besoin de beaucoup d'hommes d'armes, aussi rapidement que possible, les charges sont abandonnées et l'armée envoie précipitamment le 69th en Virginie.
Lors de la première bataille de Bull Run (première Manassas), le régiment sert sous le commandement du colonel William T. Sherman, et est l'un des rares régiments de l'Union à conserver sa cohésion après la défaite, malgré la blessure et de la capture du colonel Corcoran par les forces confédérées. Le 69th sert d'arrière-garde à l'armée du Potomac lors de la retraite désorganisée vers les défenses de Washington.
Après Bull Run, Thomas Francis Meagher, le capitaine de la compagnie K, demande que le 69th New York Volunteer Militia soit réorganisé au sein du service fédéral en tant qu'unité centrale d'une plus grande brigade composée principalement d'immigrants irlandais. Meagher est promu brigadier général et désigné comme commandant de la brigade. Avant la guerre, il a été l'un des principaux agitateurs pour l'indépendance de l'Irlande en Angleterre. Participant manifeste de l'insurrection infructueuse de 1848, il est par la suite jugé et condamné à mort (commuée en détention à perpétuité en Australie, mais il fuit à San Francisco, CA). L'épée de combat du général Meagher, fabriquée par Tiffany & Co, est maintenant en exposition permanente dans le parc militaire national de Fredericksburg et de Spotsylvania.
Les dirigeants du gouvernement fédéral sont réticents à former des brigades fondées sur l'origine ethnique des brigades, qui porterait atteinte à la notion de l'Union. Toutefois, à la mi-1861, la formation d'une brigade sur la base ethnique irlandaise sert deux objectifs pour le Nord. Tout d'abord, elle met en garde la Grande-Bretagne (qui semble être en faveur de la Confédération, ou au moins délibérant ouvertement de son entrée dans le conflit en leur nom) qu'il y avoir des conséquences soutenues par l’Union en Irlande si la Grande-Bretagne intervient (la plupart des commandants de la brigade sont des révolutionnaires irlandais connus). Deuxièmement, elle sert à consolider le soutien irlandais à l'Union. De nombreux Irlandais sont divisés entre le soutien aux États confédérés dans leurs luttes pour l'indépendance ou pour préserver l'Union, qui a donné aux Irlandais un ensemble de droits et libertés en vertu de la Constitution, mais qu'ils doivent se battre pour les obtenir. Il y a aussi des préoccupations exprimées par certains Irlandais sur le déluge d'esclaves libérés migrant vers le nord et entrant en compétition pour les emplois les plus bas pour lesquels ils sont déjà en lice. Une brigade avec une base ethnique pourrait donc consolider le soutien de la plus grande minorité catholique pour la cause de l'Union. Plusieurs officiers sont autorisés à acheter et à transporter l'épée non réglementaire, modèle 1850, d'été-major et d'officier des armes portant un grand trèfle à quatre feuilles percé sur le pommeau. Ayant leurs propres aumôniers catholiques rémunérés au sein de la brigade implique une acceptation sociale pour les catholiques irlandais, qui leur avait échappé avant-guerre. Leur aumônier principal est Fr. William Corby, CSC, un prêtre de la Sainte-Croix et futur président de l'université Notre-Dame. Il devient célèbre pour son absolution générale aux troupes de la brigade irlandaise avant la bataille de Gettysburg.
La brigade irlandaise se distingue du reste de l'armée du Potomac par l'insistance de Meagher pour armer les huit compagnies de ligne de chaque régiment de New York avec le mousquet à canon lisse, modèle 1842, une arme obsolète qui a été en grande partie éliminée au cours de 1862, parce qu'il voulait que ses hommes soient en mesure de tirer des balles « buck-and-ball » (une balle calibre .69 avec quatre petites boules), ce qui produit un effet de fusil de chasse dans le combat au corps à corps et ne peuvent pas être utilisées avec des fusils. Les trois régiments de New York emploient  les fusils modèle 1842 tout au long des campagnes et des batailles de l'armée du Potomac en 1862-63, utilisant des balles « buck-and-ball » avec des effets dévastateurs dans le champ de blé, le 2 juillet 1863 à Gettysburg. Les deux compagnies légères de chaque régiment de New York sont équipées, de fusils soit Springfield soit Enfield et avec eux mettent en pièces le commandement de Pettigrew au cours de la charge de Pickett. Le 28th Massachusetts (qui a rejoint en octobre 1862) a des fusils Enfield et est avec les six compagnies le « bataillon léger » de New York souvent assigné à un service d'escarmouche.
Meagher estime que sa brigade effectuera probablement la plupart de ses combats à courte portée, conditions dans lesquelles les canons lisses sont efficaces, et ses officiers sont généralement d'accord. La plupart des soldats continuent à utiliser leur modèle 1842 tout au long de la campagne de l'Overland jusqu'à ce que l'équipement obsolète soit temporairement interrompu en juin 1864. Le 116th Pennsylvania est séparé des autres régiments et obtient finalement le fusil Springfield modèle 1861. Les archives  de l'ordonnance indiquent également que les régiments de New York reçoivent les nouvelles armes. Dans tous les cas, en 1864, les officiers réalisent enfin que la puissance des fusils et de tir est maintenant généralement obtenue pour des distances allant jusqu'à 180 mètres (200 yards). Il y a relativement peu de plaintes concernant les hommes du rang au sujet de leurs mousquets datés, bien qu'un vétéran du 88th New York, se rappelle que « nous avons été parfois eu un désavantage en raison de la courte portée », et qu'il a dû ramasser un fusil jeté sur le champ de bataille à Antietam pour affronter les tirailleurs confédérés.

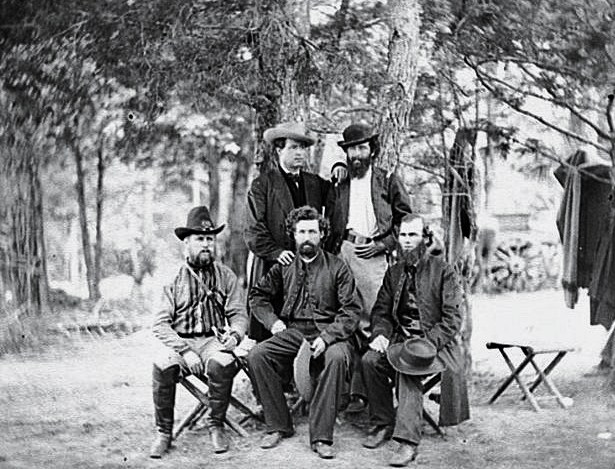
Les aumôniers de la brigade irlandaise, Fr. Corby, première rangée à droite

Avant que les cinq régiments typiques d'une brigade ont pu être levés, l'unité est amenée à combattre. En mars 1862, la brigade, composée des régiments 63rd, 69th, et 88th New York, est affectée à la division du major général Edwin V. Sumner dans l'armée du Potomac, en tant que deuxième brigade et expédiée dans la péninsule de Virginie. Tandis que l'armée du Potomac s'achemine lentement vers Richmond, un quatrième régiment rejoint la brigade : le 29th Massachusetts, un régiment formé principalement par des descendants puritains. Le Massachusetts a promis de fournir un régiment irlandais, ayant l'intention d'envoyer le 28th Massachusetts, mais ce régiment irlandais n'est pas constitué quand l'armée du Potomac passe à l'action. Au lieu de cela, l'unité suivante disponible, le 29th, est envoyée.
En dépit de leurs origines divergentes, le 29th Massachusetts et le reste de la brigade se battent bien ensemble, remportant des éloges pour les efforts dans la campagne pendant la bataille des Sept Jours, notamment à Savage's Station, Glendale, et Malvern Hill. Après Malvern Hill, l'armée du Potomac stagne à Harrison's Landing sur la Péninsule et Meagher obtient la permission de recruter à New York pour reconstituer les pertes de la brigade. Alors que d'autres unités sont transférées au nord de la Virginie au cours de l'été de 1862 pour combattre sous les ordres du général John Pope, la brigade irlandaise reste sur la Péninsule avec le général George B. McClellan.
Après la défaite de Pope lors de la seconde bataille de Bull Run (deuxième Manassas), le général Robert E. Lee prend l'offensive, entrant dans le Maryland. McClellan et le reste de l'armée du Potomac sont repoussés au nord. Les nouvelles recrues de la brigade, environ un dixième du nombre que Meagher espérait lever, rejoignent l'unité à Tennallytown, dans le Maryland, à temps pour marcher à la poursuite des confédérés.

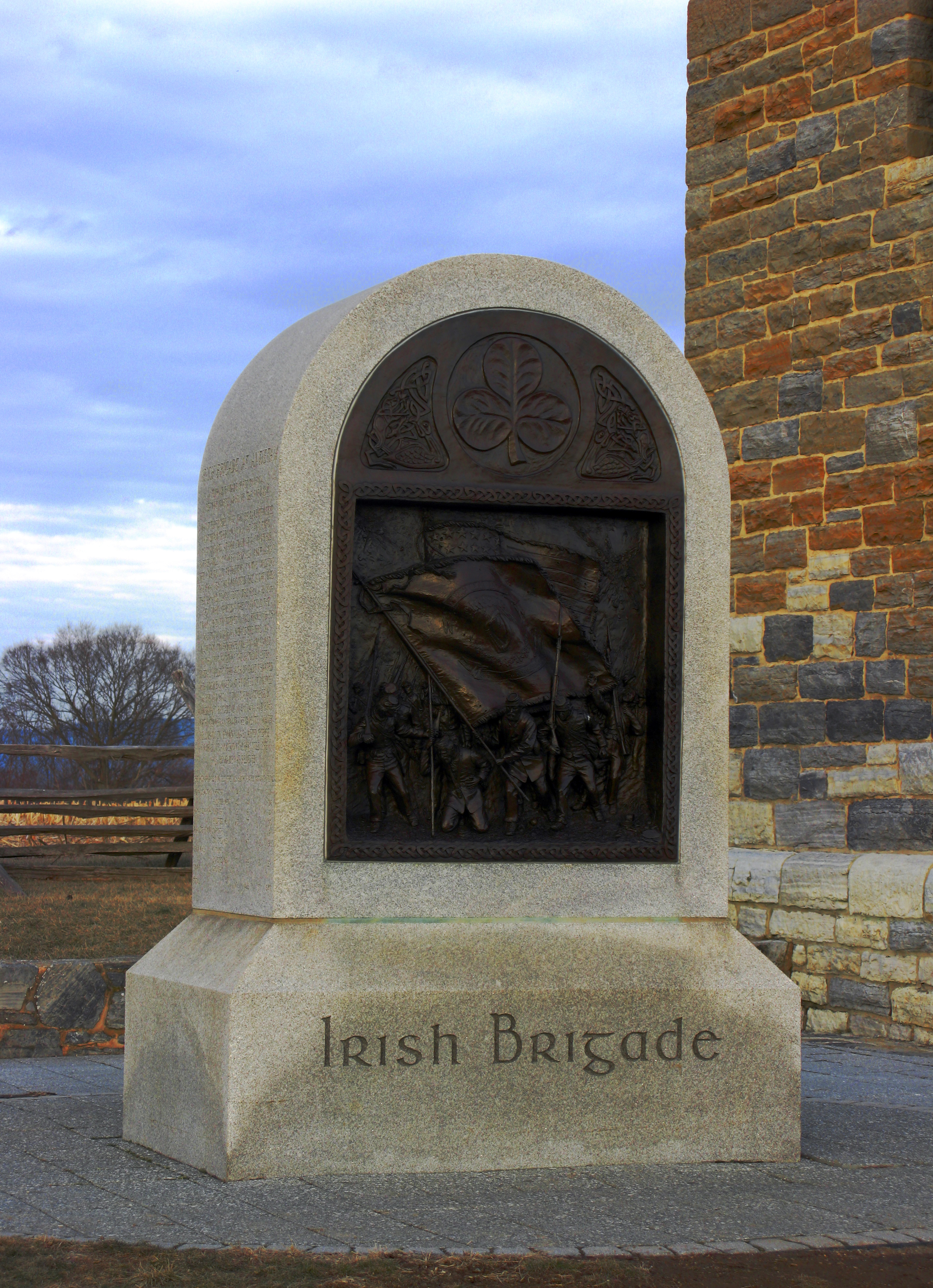
Monument sur le champ de bataille national d'Antietam, inauguré en 1997

Le 17 septembre 1862, les armées de l'Union et confédérées se rencontrent à Sharpsburg, dans le Maryland, lors de la bataille d'Antietam. Une confusion dans les ordres conduit à l'utilisation disjointe du II corps, et au lieu de résister aux assauts renouvelés des confédérés laissés dans les bois de l'ouest, la brigade irlandaise se retrouve face au centre de la ligne confédérée, retranchée dans une vieille ferme en contrebas de la route. La brigade agit de nouveau de manière visible, assaillant la route, appelée après la bataille comme la « Bloody Lane » (« chemin sanglant »). Bien qu'infructueuse, l'attaque de la brigade soutient les troupes suffisamment de temps pour flanquer et briser la position confédérée, au prix de 60 % de pertes pour la brigade irlandaise.
La brigade subit ses pertes les plus sévères en décembre, à la bataille de Fredericksburg, où sa force de combat est réduite de plus de 1 600 jusqu'à 256. La brigade est impliquée dans le nord du champ de bataille à Fredericksburg où elle attaque la route encaissée en face de Marye's Heights. Par coïncidence, l'un des régiments confédérés qui tient les défenses de la route en contrebas est principalement un régiment irlandais, commandé par le brigadier général Thomas Reade Rootes Cobb. Sachant que les hommes de Cobb tiennent le mur, et que les deux unités de Cobb et de Meagher contiennent des membres de l'Irish Republican Brotherhood, une organisation dédiée à l'acquisition de l'expérience militaire aux États-Unis, puis à la libération de l'Irlande contre la Grande-Bretagne après la guerre de Sécession, Lee ordonne d'envoyer les réserves vers la position. Il n'a pas besoin d'avoir peur. Les hommes de Cobb contribuent à dévaster la brigade irlandaise, avant que les renforts puissent s'installer dans la place. C'est à Fredericksburg que Lee aurait appelé le régiment de Meagher, le « Fighting 69th ».
Après la bataille de Fredericksburg, le général Meagher demande de nouveau à recruter pour compléter la brigade. Cette fois, la demande est refusée. En mai 1863, la brigade subit d'autres pertes lors de la bataille de Chancellorsville, Meagher réitère sa demande de recruter des remplaçants, qui est refusée, et démissionne en signe de protestation. Meagher est remplacé par le colonel Patrick Kelly.
Menant à la bataille de Gettysburg, la brigade récupère plusieurs centaines de blessés de Fredericksburg et est en mesure de déployer près de 600 hommes, en réalité, à peine un effectif d'un régiment. À Gettysburg, la brigade se distingue dans le champ de blé sous le commandement du colonel Kelly, en tant que deuxième brigade de la première division (brigadier général John C. Caldwell) du II corps (major général Winfield S. Hancock). La brigade a un monument sur la boucle sur le champ de bataille de Gettysburg.
Tout en continuant à servir avec distinction, le nombre de victimes continue d'augmenter et, en juin 1864, la brigade irlandaise est réduite à l'importance d'un régiment, et son commandant Richard Byrne est tué. L'armée américaine dissout et incorpore le reste des éléments de la brigade dans les troisième et quatrième brigades de la première division du II corps.
Une deuxième brigade irlandaise est reformée à partir des 63rd, 69th, et 88th New York, 116th Pennsylvania, et 28th Massachusetts de l'ancienne brigade irlandaise et aussi avec le 7th New York Heavy Artillery (plus tard remplacé par la 4th New York Heavy Artillery au début de 1865).

## Histoire moderne
La lignée de la brigade irlandaise est officiellement attribuée au « Fighting 69th » de la garde nationale de New York, qui est actuellement la seule unité militaire active qui en faisait partie.
Le « Fighting 69th » combat lors de la première guerre mondiale, dans le cadre de la division arc-en-ciel. Pour actes de bravoure démontré en Lorraine, Champagne-Marne et Meuse-Argonne, la médaille d'honneur est décernée aux membres du régiment, y compris William Joseph Donovan et Richard O'Neill (en). Lors de la seconde guerre mondiale, l'influence irlandaise dans le régiment a quelque peu diminué, mais le régiment sert avec distinction sur le théâtre Pacifique dans le cadre de la 27th "New York" Infantry Division.
Depuis 1907, le « Fighting 69th » est une unité de la garde nationale de New York.
Le 1st Battalion du 69th Infantry sert avec distinction en Irak de 2004-2005. L'unité combat dans et autour de Bagdad, notamment en sécurisation de la route irlandaise et de la région des banlieues de Bagdad, et les compagnies ont depuis servi en Afghanistan.

## Dans les médias populaires
- James Cagney et Pat O'Brien jouent dans The Fighting 69th, un film sur la première guerre mondiale de 1940 basé sur l'unité héritière de la brigade irlandaise basée à New York.
- Dans Fort Apache, Ward Bond joue un sergent-major de cavalerie, qui a servi dans la brigade irlandaise comme un commandant et a été récompensé par la médaille d'honneur du Congrès (probablement basé sur St. Clair Augustine Mulholland, qui a gagné la médaille d'honneur à Chancellorsville, en mai 1863).
- Meagher et la brigade irlandaise, ainsi que la charge à Marye's Heights, sont présentés dans le roman et le film Gods et Generals.
- La brigade est montrée en train de recevoir l'absolution générale par le père William Corby avant d'aller dans la bataille de Gettysburg dans le film Gettysburg.
- Dans Deadwood de HBO, George Hearst, l'homme de main de Pinkerton, discute avec Al Swearengen de son service dans le 69th New York  pendant la guerre de Sécession. Il ne donne pas de détails, mais donne l'impression que le résultat n'était pas bon.
- L'unité fait l'objet d'une chanson, « Kelly's Irish Brigade », qui a été adaptée plus tard pour se référer à une unité confédérée du Missouri avec un commandant irlandais[6].
- Le musicien David Kincaid arrange et réalise deux albums de chansons de la période de la guerre de Sécession à propos de soldats irlandais lors de la guerre de Sécession. Le premier The Irish Volunteer comprend des chansons spécifiquement sur ou se référant à la brigade irlandaise, Thomas Francis Meagher, et Michael Corcoran. Le deuxième album, The Irish American's Song propose une variété de chansons sur les soldats irlandais dans les rangs de l'Union et confédérés.
- La bande Irlandaise Wolfe Tones a enregistré une chanson intitulée The Fighting 69th qui est illustrée alors par Dropkick Murphys sur leur album « The Gang's All Here ». Il utilise la mélodie de « The Star of the County Down ».
- La chanson « By the Hush », tiré de l'album du même nom d'Andy M. Stewart, mentionne les immigrants irlandais combattant sous les ordres du général Meagher pendant la guerre de Sécession.
- John Doyle a enregistré une chanson intitulée « Clear the Way », sur son album, Shadow & Light.
- Sur leur 2017 album Incorruptible, le groupe américain d'heavy metal Iced Earth a sorti une chanson intitulée « Clear The Way ((December 13th, 1862) » à propos de la participation de la brigade irlandaise à la bataille de Fredericksburg.

## Lectures complémentaires
- Thomas J. Craughwell, The Greatest Brigade : How the Irish Brigade Cleared the Way to Victory in the American Civil War, New York, CRESTLINE, 2013, 240 p. (ISBN 978-0-7858-3055-9)
- (en) Christian G. Samito, Becoming American under Fire : Irish Americans, African Americans and the Politics of Citizenship during the Civil war Era, Ithaca, Cornell University Press, 2009, 305 p. (ISBN 978-0-8014-4846-1)
- Irlandais Vert et Bleu de l'Union: La Guerre Civile Lettres de Pierre Gallois (1986) ed. Laurent Frédéric Kohl avec Margaret Cosse Richard .New York: La Fordham University Press.  (ISBN 978-0-8232-1164-7)